# Elisabetta, regina d'Inghilterra

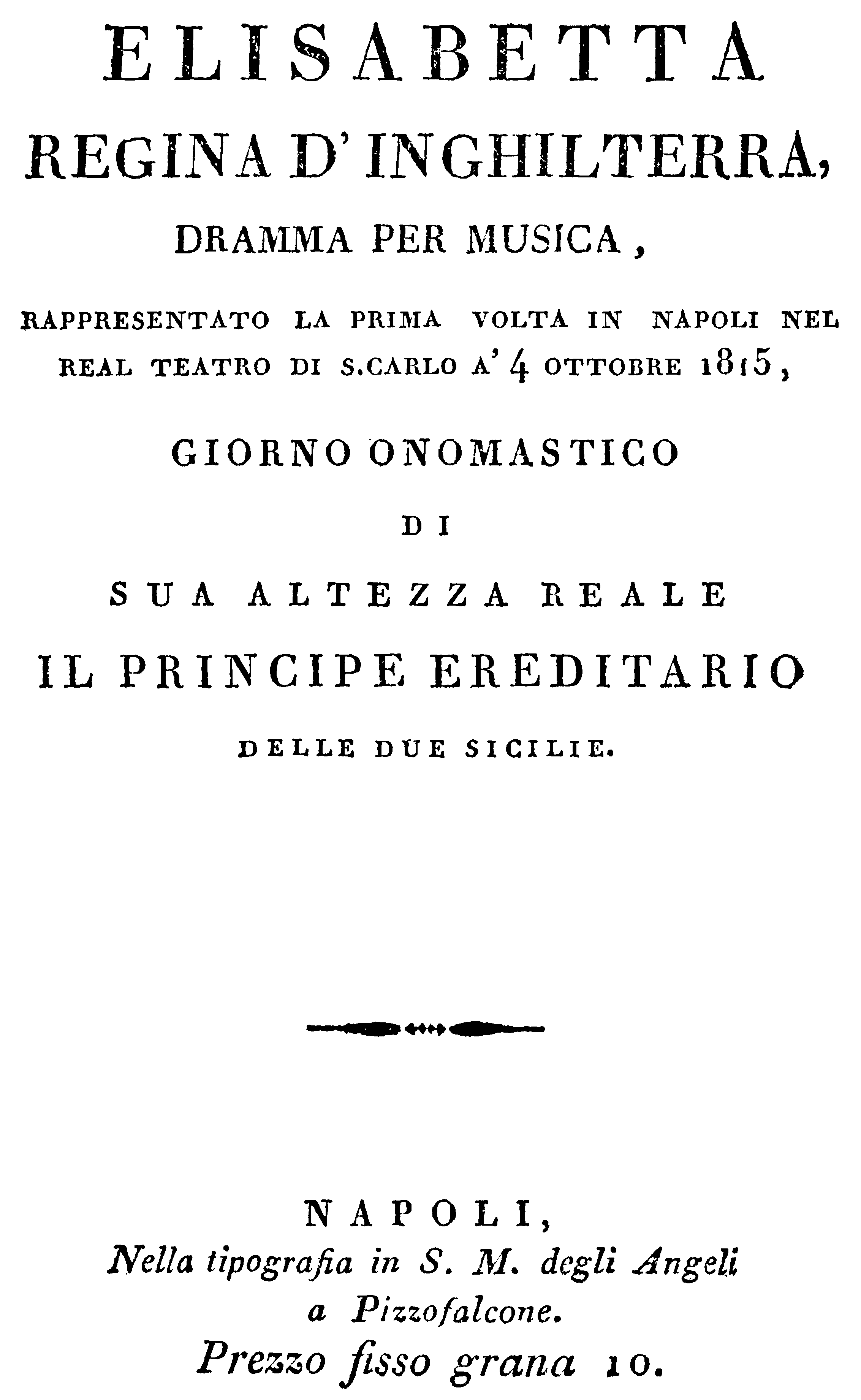
Librettots titelsida, Neapel 1815.

Elisabetta, regina d'Inghilterra (Elisabeth, drottning av England) är en opera (dramma per musica) i två akter med musik av Gioacchino Rossini och libretto av Giovanni Schmidt efter pjäsen Il paggio di Leicester (1814) av Carlo Federico vilket i sin tur byggde på romanen The Recess (1785) av Sophia Lee.

## Historia
Med Elisabetta, regina d'Inghilterra började Rossinis neapolitanska period. Mellan 1815 och 1822 skulle han komponera tio operor varav åtta fick premiär på Teatro San Carlo. Det var impressarion Domenico Barbaja som gav Rossini i uppdrag att skriva operor för Teatro San Carlo, som han just hade låtit bygga upp igen efter en eldsvåda. I Neapel hade Barbaja samlat en ypperlig orkester, en stor blandad kör (för Rossinis tidigare operor hade endast en manskör varit tillhanda), samt några av epokens största sångare. Bland dem återfanns Isabella Colbran (som vid tillfället var Barbajas älskarinna) för vilken Rossini skrev titelrollen. Senare skulle hon bli Rossinis första hustru och komma att inspirera honom till åtskilliga andra partier i sina operor. Ovanligt nog kunde Teatro San Carlo även visa upp två förste tenorer: en med hög tessitura och lyrisk sångstil vid namn Emanuela Garcia (som sjöng Hertigen av Norfolk), samt en mer heroisk tenor med lite mörkare timbre vid namn Andrea Nozzari (som sjöng earlen av Leicester). 
Premiären den 4 oktober 1815 blev en triumf som lade Neapel för Rossinis fötter trots motståndet från Simone Mayrs och Giovanni Paisiellos anhängare, men senare svalnade intresset och Rossini själv hade inte mycket till övers för verket.

## Personer
- Elisabetta (Elisabet I av England) (sopran)
- Earl av Leicester (tenor)
- Matilde, hemligt gift med Leicester (sopran)
- Enrico, Matildas broder (kontraalt)
- Hertig av Norfolk (tenor)
- Guglielmo (tenor)

## Handling

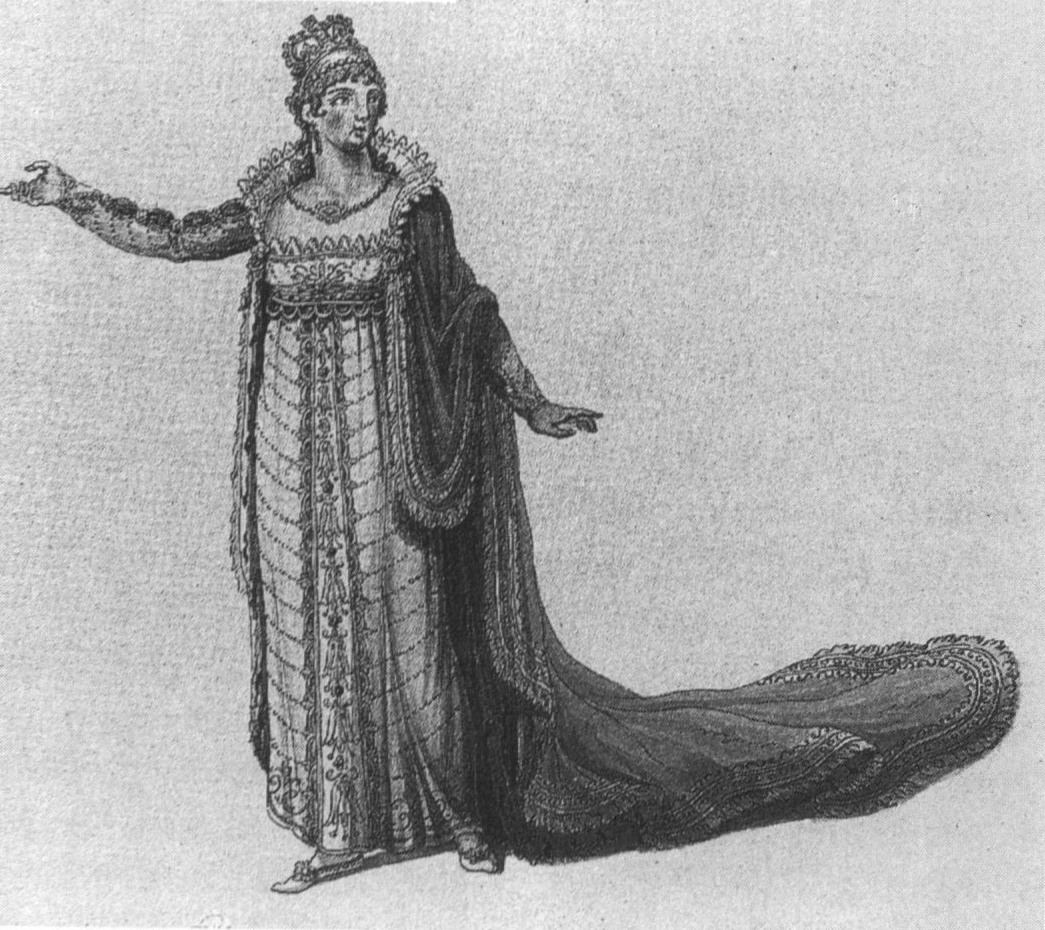
Isabella Colbran som Elisabetta.

London, under drottning Elisabet I av England.
Akt I
Earl av Leicester har i all hemlighet gift sig med en av Maria Stuarts släktingar, Matilde. Då han återkommer till hovet efter ett fälttåg i Skottland följer hon honom förklädd bland de skotska fångar som drottning Elisabetta tar i sin tjänst som pager. Norfolk, som är svartsjuk på Leicester därför att Elisabetta föredrar denne, hör talas om det hemliga äktenskapet och berättar genast nyheten för drottningen. Hon bli ursinnig eftersom hon just har bestämt sig för att ta Leicester till make. Hon sänder bud efter honom och de skotska fångarna. I allas närvaro erbjuder hon honom äktenskap, men han avböjer, varpå hon låter arrestera både honom och Matilde.
Akt II
Drottningen sänder bud efter Matilde och försöker övertala henne att skriva under ett dokument där hon avstår från Leicester mot att hennes familj friges. Leicester kommer in och river pappret i bitar, och paret förs tillbaka till fängelset. Drottningen har emellertid genomskådat den svekfulle Norfolk och gett order om att han skall landsförvisas.
Utanför Towern sörjer folket över Leicesters öde och Norfolk försöker hetsa upp dem mot drottningen. Han besöker Leicester i fängelset och lovar hjälpa honom, men då drottningen kommer för att ta avsked av sin forne gunstling gömmer han sig. Även Matilde och hennes bror Enrico har gömt sig i fängelset, och Matilde räddar drottningens liv då Norfolk försöker sticka en kniv i henne därför att hon har sagt till Leicester att det var han som angav honom. Norfolk döms till döden, och i tacksamhet över Leicesters och Matildes lojalitet friger Elisabetta dem. Folket hyllar sin hjälte och sin drottning.

## Musiken
Orkestern består av:
- Träblås: två flöjter, två oboer (även engelskt horn), två klarinetter, två fagotter
- Bleckblås: fyra valthorn, två trumpeter, tre tromboner
- Slagverk: pukor, bastrumma
- Stråkar

Operan innehåller följande musiknummer:
- Sinfonia (Ouvertyr)

Akt I
- Nr. 1. Introduktion (Kör, Norfolk): "Più lieta, più bella" (Scen 1)
- Nr. 2. Kör och cavatina (Elisabetta): "Esulta, Elisa, omai" – "Quant'è grato all'alma mia" (Scen 2)
- Nr. 3. Kör: "Vieni, o prode" (Scen 3)
- Nr. 4. Duett (Leicester, Matilde): "Incauta! che festi!" (Scen 4)
- Nr. 5. Cavatina (Matilde): "Sento un'interna voce" (Scen 6)
- Nr. 6. Duett (Norfolk, Elisabetta): "Perchè mai, destin crudele" (Scen 10)
- Nr. 7. Final I: "Se mi serbasti il soglio" (Scen 14)

Akt II
- Nr. 8. Terzett (Elisabetta, Matilde, Leicester): "Pensa che sol per poco" (Scen 5)
- Nr. 9. Kör, scen och cavatina (Norfolk): "Qui soffermiamo il piè" – "Deh! troncate – i ceppi suoi" (Scen 10)
- Nr. 10. Scen och aria (Leicester): "Della cieca fortuna" (Scen 12)
- Nr. 11. Duett (Leicester, Norfolk): "Deh! scusa i trasporti" (Scen 13)
- Nr. 12. Final II: "Fellon, la pena avrai" (Scen 15)

Som ouvertyr använde Rossini samma som från Aureliano in Palmira från 1813, och som 1816 fick ett internationellt genomslag när den användes till Barberaren i Sevilla. Ouvertyr hade förmodligen redan komponerats 1811 för L'equivoco stravagante. Till orkesterförspelet till fängelsescenen i akt II använde Rossini musik från Ciro in Babilonia. Elisabettas cavatina i akt I kommer från Aureliano in Palmira och skulle senare komma att användas i Barberaren i Sevilla.